# Günter Müller (Kameramann)
Günter Müller, auch bekannt unter seinem Spitznamen Günni, ist ein deutscher Kameramann.
Als Kameramann wirkte Müller unter anderem am WDR-Rockpalast mit. Er wurde einem breiten Publikum durch seine Auftritte in der Sendung So isses (1984–1989 im WDR-Fernsehen) bekannt. Moderator Jürgen von der Lippe bezog den Kameramann in den Sendungsablauf ein, indem Günter Müller ihn mit kleinen Handreichungen unterstützte. Müllers trockener Humor und der witzige Schlagabtausch zwischen Moderator und Kameramann führten dazu, dass Günni zu einem festen, komödiantischen Bestandteil der Sendung wurde.
Auch in den Sendungen Geld oder Liebe (1989–2001 in der ARD), Wat is? (1995–2000 in der ARD) und Wat is? – Jetzt neu! (2004–2005 im WDR-Fernsehen) trat Günter Müller neben Jürgen von der Lippe auf. Er war so beliebt, dass er beim WDR sogar eigene Autogrammkarten hatte.
Nach 38 Jahren beim WDR hatte Günter Müller seinen letzten Arbeitstag im September 2012 beim Kölner Treff mit Bettina Böttinger. Er betreibt das Pulheimer Stadtportal Pulheim TV, zunächst gemeinschaftlich mit Peter Thiel († 2015), seit Juni 2015 eigenverantwortlich.